# إغميرن (بني خالد)
إغميرن هو دُوَّار يقع بجماعة تفرسيت، إقليم الدريوش، جهة الشرق في المملكة المغربية. ينتمي الدوّار لمشيخة بني خالد التي تضم 6 دواوير. يقدر عدد سكانه بـ 767 نسمة حسب الإحصاء الرسمي للسكان والسكنى لسنة 2004.

## روابط خارجية
- البوابة الوطنية للجماعات الترابية
- المندوبية السامية للتخطيط